# Torhäuser Schloss Mühlental

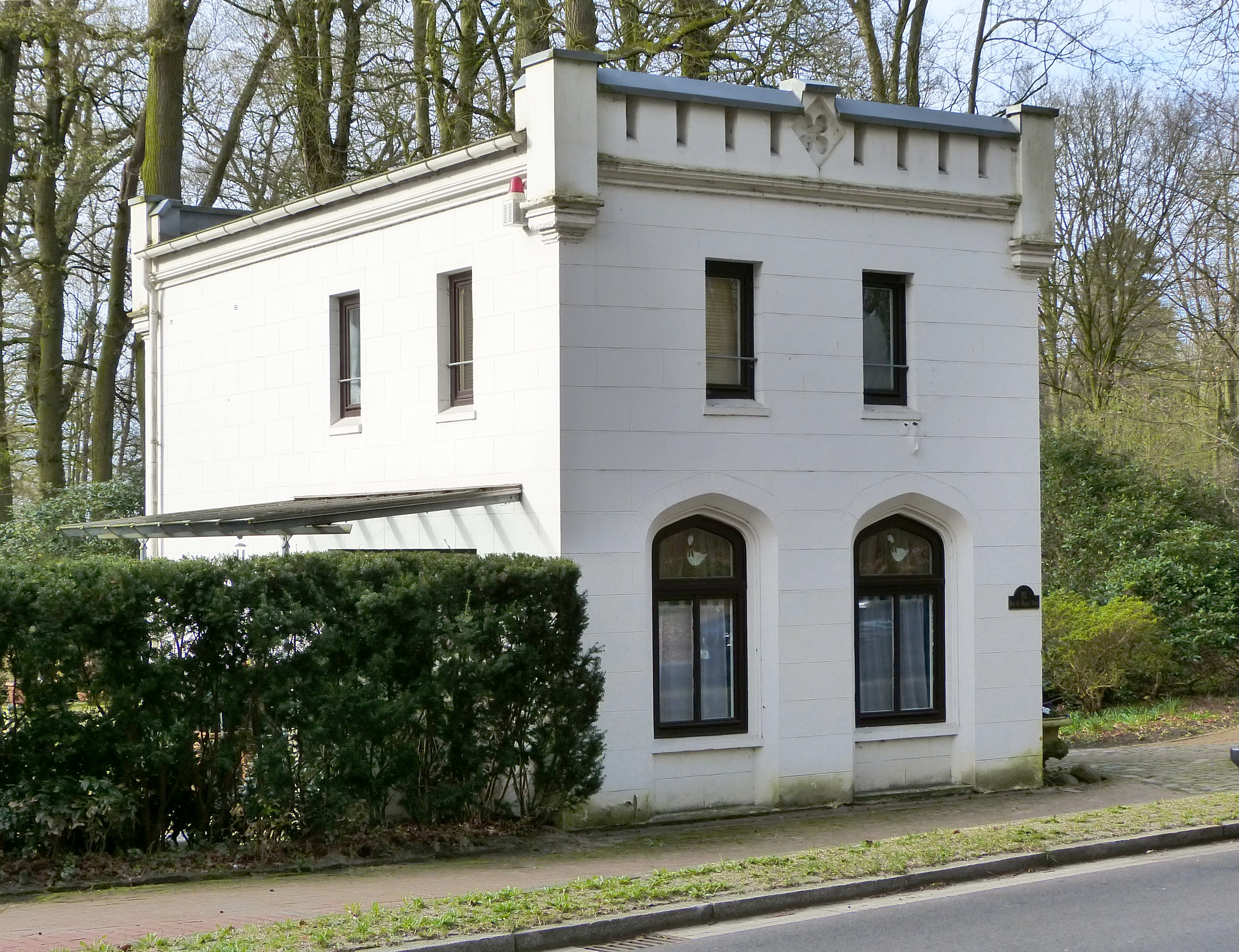
Pförtnerhaus Schloss Mühlental

Die Torhäuser Schloss Mühlental im Stadtteil Bremen-Burglesum, Ortsteil St. Magnus, Auf dem Hohen Ufer 10 und 32, stammen aus dem späteren 19. Jahrhundert.
Die Gebäude werden aktuell (2023) als Wohnhäuser genutzt.
Die Gebäude stehen seit 1973 unter Bremischem Denkmalschutz.

## Geschichte
Die beiden zweigeschossigen verputzten historisierenden neogotischen Gebäude mit flachen Satteldächern wurden 1871 nach Plänen von Gustav Runge erbaut. Es sind
- das ehem. Pförtnerhaus mit seinem markanten Gesims mit Eckfialen
- das ehem. Gärtnerhaus mit zwei Giebeln.[2]

Von dem tudorgotischen Schloss Mühlenthal, das bis 1871 (Abbruch 1933) für den Fabrikanten Ludwig Knoop im heutigen Knoops Park gebaut wurde, sind nur noch diese Torhäuser erhalten. Sie stehen aber nicht wie ein Tor gegenüber.
Die Gartenanlagen stammen von Wilhelm Benque.